# پارک ملی اونا
پارک ملی اونا (بوسنیایی: Nacionalni park Una) در ۲۹ مه ۲۰۰۸ در حوالی رودخانه‌های فوقانی رودخانه یونیا، کرکا و Unac تأسیس شد. این بزرگترین پارک ملی بوسنی و هرزگوین است. هدف اصلی این پارک محافظت از رودخانه اونا و شاخه‌های آن Krka و Unac است که از طریق آن می‌گذرد.

## جغرافیا
منطقه حفاظت شده از پارک ملی ۱۹۸ کیلومتر مربع (۷۶ مایل مربع) وسعت دارد و از طرف غرب از منبع رودخانه Krka و مسیر آن تا محل تلاقی با اونا در مرز دولت بوسنی و هرزگوین با کرواسی امتداد یافته و از مرز پارک از مرز آنا و مرز ایالتی به سمت شهر مارتین عبور می‌کند.

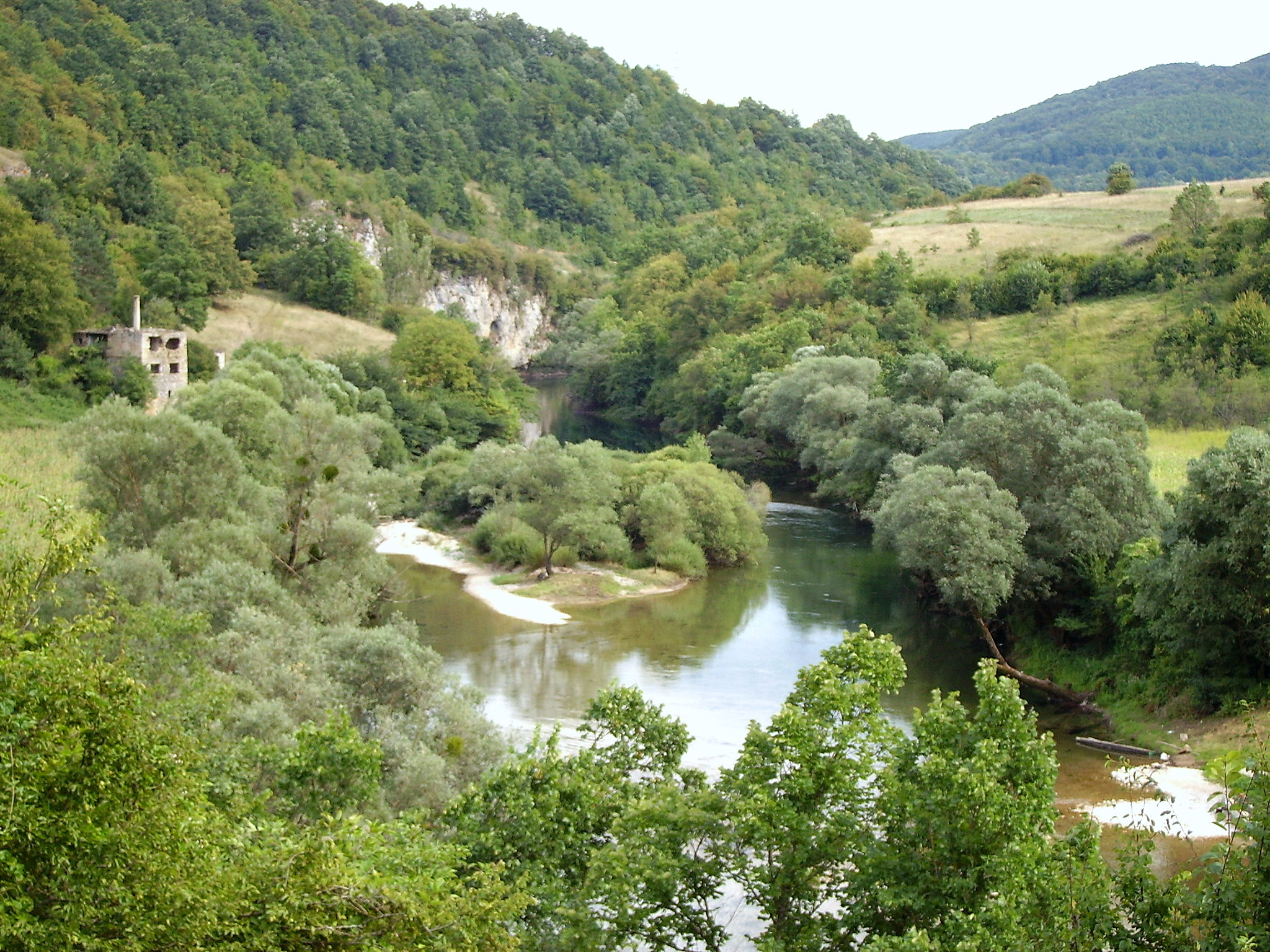
دره ملی اوا در پارک ملی اونا در نزدیکی کولن واکوف، بوسنی و هرزگوین
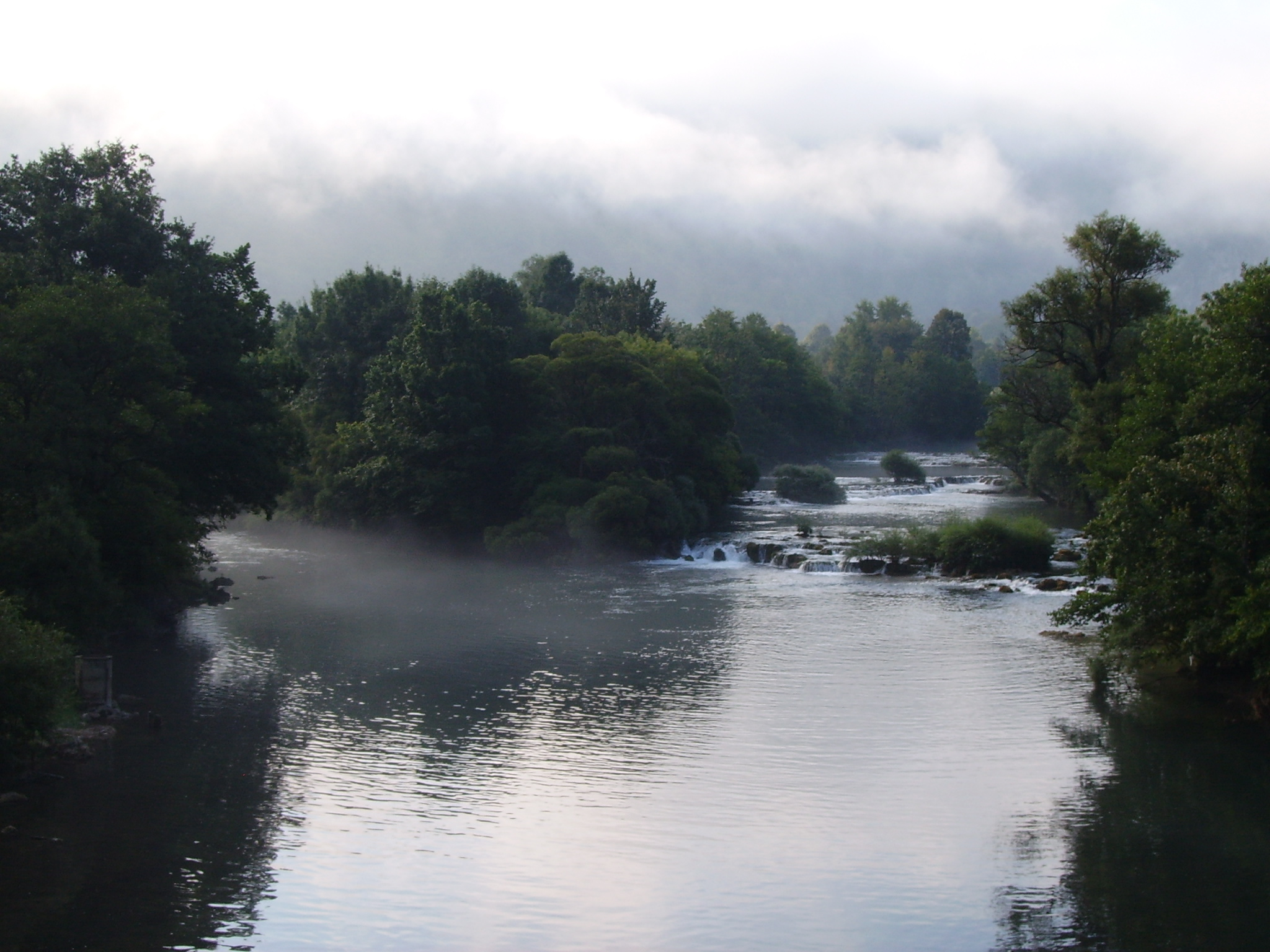
تلاقی Unac و Una در پارک ملی آنا در مارتین برود، بوسنی و هرزگوین

## واتر
آبشارهای اونا از جاذبه‌های برجسته این پارک هستند و مشهورترین آبشارها مارتین برود است، جایی که مسابقه محبوب قایقرانی "International Una Regatta" آغاز می‌شود.